# Mazar (architettura)
Un mazār (in arabo مزار‎?) è una tomba o mausoleo (ma anche un dono dato da un sottoposto a un suo superiore). La parola deriva dal verbo arabo zāra (زار), "visitare", da cui si origina anche il sostantivo ziyāra (زياره), 'visita', o visitare la tomba di un "santo" nella speranza di ottenerne le benedizioni.
Sebbene in origine il vocabolo fosse arabo, esso è stato fatto proprio da un certo numero di altre lingue orientali a qualsiasi titolo collegate con la lingua araba (per adozione di parte dei grafemi o per l'adozione nel contesto dei suoi parlanti della religione islamica), incluso il Farsi e l'Urdu.
I mausolei dei "santi" sufi (awliyāʾ) sono spesso luoghi di pellegrinaggio che, per quanto non canonici, sono assai popolari, a dispetto della viva contrarietà dei neo-hanbaliti che combattono in vario modo questo tipo di religiosità popolare, giungendo fino alla distruzione dei marabutti (come avvenuto nel 2012-2013 in Mali) o delle tombe di uomini illustri (come operato dai Sauditi a La Mecca e a Medina). Un certo numero di movimenti riformisti sunniti, come i Deobandi e i salafiti ritengono infatti la pratica dei pellegrinaggi alle tombe inammissibili residui del passato preislamico, quando in effetti era diffuso il culto dei morti. È questa una delle chiavi di lettura (per quanto, probabilmente, non la più importante) degli attentati operati in Iraq, in Pakistan e in Afghanistan contro i pellegrinaggi sciiti.
La città di Mazār-i Sharīf (Il nobile santuario) in Afghanistan è chiamata così a causa del mausoleo eretto sul luogo che una minoranza di sciiti pensa sia quello d'inumazione di ʿAlī b. Abī Ṭālib (la Moschea Blu, in arabo المسجد الأزرق‎?, al-Masjid al-Azraq), anche se la gran maggioranza degli sciiti ritiene che il quarto Califfo e primo Imam sciita sia stato sepolto a Najaf, nel sito dove è stata poi eretta la moschea che porta il suo nome.

Verso la Moschea Blu si reca comunque usualmente un alto numero di pellegrini sciiti afghani.